# ひなたテラス 〜We don't abandon you.〜
『ひなたテラス 〜We don't abandon you.〜』は、戯画より2011年2月25日に発売された美少女アドベンチャーゲームである。

## 概要
作品のテーマは「家族の絆」。戯画の過去作品『さかあがりハリケーン』『bitter smile.』の世界観や美術設定を大事にしつつ制作された。原画は『bitter smile.』に引き続いてのmaruiの他、みことあけみ、ぺたんこさいどが起用されている。

## ストーリー
神戸良久は、日向（ひなた）ハイツで一人暮らしの学園生。しかし長期で出かける管理人のおばばに頼まれ、管理人代行を務めることになってしまった。そして3ヶ月後、突然やってきた良久の「妹」と名乗る少女・舞と同居することに。それをきっかけにクラスメイトやアパートの女の子達の気持ちも動き出し、良久のドタバタの毎日が始まった。

## 登場人物

### 主人公
神戸 良久（こうべ よしひさ）
陽崎（ひのさき）学園2年。小さい頃に両親が事故で一度に亡くなり、その後は親戚の家に預けられたが、学園進学を機に日向ハイツで一人暮らしを始めた。人にも周囲の物事にも積極的に関わろうとせず、感情をあまり表に出さない。周囲からはクールで大人っぽく見られることが多く、女の子にモテているが告白は全て断っている。学園での放課後は、一人だけの文芸部で過ごす時間が多い。
管理人のおばばの仕事を手伝う条件で日向ハイツの部屋を安く借りており、そのおばばが出かけてしまったため、管理人代行を務めることになった。突然やってきた自称「妹」の舞と部屋で同居することになり、頭を悩ませている。

### 日向ハイツの住人
日向ハイツは古い石造りの欧風建築で、1階に共同の玄関・食堂・台所・風呂や管理人室・良久の部屋があり、2～3階に各人の部屋（シャワー・WC付き）がある。建物も設備もボロいが、食堂に続く日当たりのいいテラスが自慢で、よく住人達が集う憩いの場となっている。食事作りは当番制だが、実質なつきと舞がほとんど作っている。
八乙女 舞（やおとめ まい） - 良久の部屋
声 - 真中海
学園1年。良久を「お兄ちゃん」と呼ぶ、自称「妹」。元々母親と二人で暮らしていたがその母親が亡くなり、そこへおばばからの「お前には兄がいる」という手紙が届いたため、日向ハイツへやってきた。本人の希望と他の住人の意見で良久の部屋に同居することになり、学園でも1年へ編入した。明るく人懐っこく、日向ハイツや学園にもすぐに馴染んだ。家事が得意な働き者で、なつきに代わってみんなの食事や良久の弁当もよく作っている。
梶原 雛（かじわら ひな） - 201号室
声 - みる
学園2年で良久と同級の幼なじみ。母子家庭だが母親は出張が多いため、201号室で一人で留守番していることが多い。いつも笑顔で周囲を和ませるがドジな性格で、朝に弱くいつも良久に起こされている。家事は壊滅的にダメで、彼女が作る料理は「食べたら死ぬ料理」と言われている。
藤乃 なつき（ふじの -） - 302号室
声 - 神村ひな
学園2年で、良久のクラスの委員長。いつもそっけなく口数が少ないが、成績優秀・スポーツ万能で、周囲からは信用されている。料理が得意で、日向ハイツの朝晩の食事はほとんど彼女が作ってきた。（舞が来てからは舞がほとんど作っている）。
山中 文香（やまなか ふみか） - 301号室
声 - 茶谷やすら
学園の数学教師で風紀担当。親同士が親友だったため、良久とは家ぐるみで昔からの付き合い。良久やハイツの住人の保護者気取りだが、酒癖が悪く、よく酔いつぶれては良久に介抱されたり、良久の部屋に潜り込んで寝たりしている。

### その他のヒロイン
鷹司 薫子（たかつかさ かおるこ）
声 - 韮井叶
学園2年。良久と同級でクラスの副委員長。鷹司コンツェルンのお嬢様で、周囲には高飛車でワガママに接している。容姿端麗・文武両道でテニス部のエースだが、なつきにだけは成績もテニスも勝てずにいる。

### サブキャラクター
我孫子 弾（あびこ だん）
声 - 城崎彦太
学園2年で、良久と同級生の悪友。いつも自信満々でナンパな女好きだが、全く報われない残念キャラ。女の子に囲まれた環境の良久をいつもうらやましがっている。
艶之小路 夢麻呂（あでのこうじ ゆめまろ）
声 - 日野あたる
日向ハイツの近所に住むイケメンの官能小説家（ロリコン系）。文香とは大学時代の同期。小説のネタ探しのため制服を着てよく学園に忍び込むが、その度に文香に追い出されている。
おばば
声 - 織田マリ
日向ハイツの管理人。本名は「大場 桜」（おおば さくら）。物語冒頭で良久に日向ハイツの管理を頼み、どこかへ出かけてしまった。良久へは彼女から月に一度「指令書」なる手紙が届く。舞の母親とは古い知り合いだったらしい。
理事長
声 - 逢川奈々
学園の理事長。おばばとは昔からの知り合いで、良久に日向ハイツを紹介した。

## 制作スタッフ
- キャラクターデザイン・原画 - marui、みことあけみ、ぺたんこさいど
- シナリオ - ジェイコブ・ホーガン
- グラフィックチーフ - Rけん
- 音楽 - TGZ sounds
- ムービー - 神月社 （Mju:z）

## 主題歌
オープニングテーマ「Vivid Affection」
作詞 - 佐倉紗織（ave;new） / 作曲・編曲 - a.k.a.dRESS（ave;new） / 歌：ave;new feat.佐倉紗織
エンディングテーマ「Re-Mind」
作詞・作曲 - 白沢理恵（ave;new） / 編曲 - a.k.a.dRESS（ave;new） / 歌：ave;new feat.白沢理恵
※初回限定版同梱特典のオリジナルサウンドトラック『ひなたメロディ』に、両曲のフルバージョンが収録されている。